# Incydent z Little Belt
Incydent z Little Belt – bitwa morska stoczona w nocy 16 maja 1811 roku. W starciu wzięły udział fregata amerykańska USS „President” i brytyjski slup wojenny HMS „Little Belt”, który jako „Lillebælt” należał do floty duńskiej, nim został zdobyty przez Brytyjczyków w czasie bitwy pod Kopenhagą. Do incydentu doszło u wybrzeży Karoliny Północnej.
Incydent z Little Belt był jednym z wielu wydarzeń, które przyspieszyły wybuch wojny brytyjsko-amerykańskiej.

## Podłoże
Incydent z „Little Belt” wydarzył się w cztery lata po podobnym incydencie, w którym uczestniczył okręt liniowy HMS „Leopard” i fregata USS „Chesapeake” i piętnaście dni po kolejnym takim wypadku, kiedy to brytyjska fregata HMS „Guerriere” zatrzymała 1 maja amerykański bryg USS „Spitfire” u brzegów Sandy Hook w New Jersey i zagarnęła siłą do służby w Royal Navy obywatela stanu Maine, Johna Diggio, ucznia żaglomistrza „Spitfire”.  W tej sytuacji sekretarz marynarki, Paul Hamilton, nakazał okrętom USS „President” i USS „Argus” patrolowanie wybrzeża od Karoliny Północnej po Nowy Jork.

## Pościg
Dowódcą USS „President” był komodor John Rodgers. Opuścił kilka dni wcześniej Annapolis wiedząc o aferze z HMS „Guerriere”. Amerykańska fregata znajdowała się na wysokości Wirginii i żeglowała na północ, w stronę Nowego Jorku. „Little Belt” został dostrzeżony około południa 16 maja. Sądząc, że ma do czynienia z „Guerriere”, Rodgers nakazał pościg. Dowódcą brytyjskiego okrętu był Arthur Bingham. Gdy Bingham zażądał od USS „President” zidentyfikowania się i nie otrzymał żadnej odpowiedzi, zauważył banderę amerykańską. Podążał na południe ścigany przez USS „President”, bowiem komodor Rodgers chciał zidentyfikować obcy okręt, choć wiedział już, że nie jest to „Guerriere”. Około godziny 15:30 „President” znalazł się wystarczająco blisko „Little Belt”, że Rogers mógł dostrzec część rufy drugiego okrętu. Kąt, pod jakim Rodgers widział „Little Belt”, powodował, że brytyjski okręt wydawał mu się większy niż był. W rzeczywistości „Little Belt” był znacznie mniejszy i słabszy niż „President”: 460 ton w porównaniu z 1576 amerykańskiej fregaty; miał też zaledwie 20 dział, podczas gdy „President” 44.

## Bitwa
Rozpoczął się pościg. „President” powoli zbliżał się do „Little Belt”, a Binghamowi zdawało się, że fregata manewruje tak, jakby chciała zająć najdogodniejszą pozycję do ostrzelania brytyjskiego slupa. By uniknąć takiej sytuacji Bingham trzykrotnie zmieniał kurs. Okręty znalazły się w zasięgu swych dział dobrze po zapadnięciu zmroku. Około godziny 22:15 obaj kapitanowie zażądali od siebie nawzajem zidentyfikowania statków i obaj zignorowali pytanie. Każdy z nich twierdził później, że to on zadał pytanie pierwszy. Wkrótce potem padł strzał, ale i tu nie ma zgodności kto oddał ten strzał. Nie minęło kilka minut gdy rozpoczęła się gwałtowna wymiana ognia, przy czym amerykański okręt miał miażdżącą przewagę. Mniej więcej po kwadransie, większość brytyjskich dział zamilkła i Rodgers nakazał wstrzymać ogień. „President” zbliżył się by zapytać, czy „Little Belt” tonie. Bingham odpowiedział przecząco, więc „President” oddalił się ponownie.

## Rezultaty
„President” miał tylko jednego rannego; „Little Belt” stracił w czasie bitwy dziewięciu zabitych i dwudziestu trzech rannych (dwóch rannych zmarło następnego dnia), a sam slup doznał ciężkich uszkodzeń. Rano 17 maja amerykański porucznik John Creighton podpłynął szalupą do burty „Little Belt” by wyrazić ubolewanie z powodu „nieszczęśliwego zdarzenia” i zaoferować miejsce w jakimkolwiek porcie Stanów Zjednoczonych, co Bingham odrzucił. Gdy brytyjski kapitan zapytał dlaczego „President” zaatakował jego znacznie mniejszy okręt, Creighton stwierdził, że to Brytyjczycy sprowokowali starcie. Bingham zdecydowanie zaprzeczył.
Creighton wrócił na swój okręt, po czym „President” i „Little Belt” oddaliły się od siebie. Amerykańska fregata pożeglowała do Nowego Jorku, a brytyjski slup do Halifaksu w Nowej Szkocji. Przez kilka następnych miesięcy obie strony oskarżały się nawzajem o spowodowanie incydentu. Rodgers twierdził, że omyłkowo wziął brytyjski slup za fregatę i że to Bingham strzelił pierwszy. Admiralicja wyraziła Binghamowi swe zaufanie; 7 lutego 1812 roku otrzymał awans na komandora.
Gdy 19 sierpnia 1812 roku, około 750 mil na wschód od Bostonu, fregata HMS „Guerriere” ruszała do (zakończonego klęską) boju z USS „Constitution”, na głównym żaglu jej fokmasztu widniał napis: „NOT THE LITTLE BELT” (to nie Little Belt).